# Élections sénatoriales de 2023 dans la Haute-Loire
Les élections sénatoriales de 2023 dans la Haute-Loire ont lieu le dimanche 24 septembre 2023. Elles ont pour but d'élire les deux sénateurs représentant le département au Sénat pour un mandat de six années.

## Contexte départemental
Lors des élections sénatoriales de 2017 dans la Haute-Loire, Olivier Cigolotti (UDI) a été réélu sénateur et Laurent Duplomb (LR) élu.
Depuis, tous les effectifs du collège électoral des grands électeurs ont été renouvelés, avec les élections législatives de 2022, les élections régionales de 2021, les élections départementales de 2021 et les élections municipales de 2020.

## Sénateurs sortants
| Sénateur | Sénateur          | Parti | Fonctions lors de l'élection en 2017                           |
| -------- | ----------------- | ----- | -------------------------------------------------------------- |
|          | Olivier Cigolotti | LC    | Sénateur sortant, conseiller municipal de Saint-Romain-Lachalm |
|          | Laurent Duplomb   | LR    | Maire de Saint-Paulien                                         |

## Présentation des candidats et des suppléants
Les nouveaux représentants sont élus pour une législature de 6 ans au suffrage universel indirect par les 751 grands électeurs du département. Dans la Haute-Loire, les sénateurs sont élus au scrutin majoritaire plurinominal. Le nombre reste inchangé, deux sénateurs sont à élire.
| T/S | Candidats | Candidats            | Parti | Principales fonctions                                   |
| --- | --------- | -------------------- | ----- | ------------------------------------------------------- |
| T   |           | Olivier Cigolotti    | LC    | Sénateur sortant, conseiller départemental              |
| S   |           | Sophie Courtine      | UDI   | Conseillère départementale                              |
|     |           |                      |       |                                                         |
| T   |           | Laurent Duplomb      | LR    | Sénateur sortant, conseiller municipal de Saint-Paulien |
| S   |           | Christelle Michel    | DVD   | Conseillère départementale                              |
|     |           |                      |       |                                                         |
| T   |           | Pierre Juge          | LFI   |                                                         |
| S   |           | Bernadette Tavernier | LFI   |                                                         |
|     |           |                      |       |                                                         |
| T   |           | Thierry Perez        | RN    |                                                         |
| S   |           | Céline Porquet       | RN    |                                                         |
|     |           |                      |       |                                                         |

## Résultats
|                          | Olivier Cigolotti        | LC                       | UDI                      | 573 | 79,14 |  |  |
|                          | Laurent Duplomb          | LR                       | LR                       | 539 | 74,45 |  |  |
|                          | Pierre Juge              | LFI                      | FI                       | 55  | 7,60  |  |  |
|                          | Thierry Perez            | RN                       | RN                       | 48  | 6,63  |  |  |
|                          |                          |                          |                          |     |       |  |  |
| Suffrages exprimés       | Suffrages exprimés       | Suffrages exprimés       | Suffrages exprimés       | 724 | 97,18 |  |  |
| Votes blancs             | Votes blancs             | Votes blancs             | Votes blancs             | 11  | 1,48  |  |  |
| Votes nuls               | Votes nuls               | Votes nuls               | Votes nuls               | 10  | 1,34  |  |  |
| Total                    | Total                    | Total                    | Total                    | 745 | 100   |  |  |
| Abstention               | Abstention               | Abstention               | Abstention               | 4   | 0,53  |  |  |
| Inscrits / participation | Inscrits / participation | Inscrits / participation | Inscrits / participation | 749 | 99,47 |  |  |

## Sénateurs élus
| Sénateur | Sénateur          | Parti |
| -------- | ----------------- | ----- |
|          | Olivier Cigolotti | UDI   |
|          | Laurent Duplomb   | LR    |